# Runar Schildt
Ernst Runar Schildt, född 26 oktober 1888 i Helsingfors, död där 29 september 1925, var en finlandssvensk författare, dramatiker och översättare. 

## Biografi
Runar Schildt verkade som amanuens vid universitetsbiblioteket i Helsingfors 1908–1916. Han var scenisk ledare och regissör vid Svenska Teatern 1913–1915 och litterär chef vid Holger Schildts förlag 1915–1923. Han ledde även en bokhandel i Borgå 1924–1925. Han var även verksam som litteraturkritiker, framför allt i Finsk Tidskrift, i början av 1910-talet. Han debuterade som författare med novellsamlingen Den segrande Eros 1912. Novellen kom att bli Runar Schildts främsta uttrycksform men han skrev även tre pjäser under sina sista år. 37 år gammal tog Runar Schildt sitt liv.
Flera av Schildts noveller har filmatiserats, däribland "Zoja" (De landsflyktige av Mauritz Stiller 1921) och "Köttkvarnen" (Varastettu kuolema - Den stulna döden av Nyrki Tapiovaara 1938 och Med livet som insats av Alf Sjöberg 1940). Skådespelet Galgmannen filmatiserades av Gustaf Molander 1945.  Novellen Aapo blev filmatiserad år 1994 av Tero Jartti.
Runar Schildts föräldrar var Arthur Abraham Christoffer Schildt och Ofelia Adelaide, född Strömberg. Han var gift med Mila Mathilda Heikel. Runar Schildt är far till konsthistorikern och författaren Göran Schildt, till journalisten och skådespelaren Monica Schildt samt till radiojournalisten och direktören Christoffer Schildt. Han var brorson till Hjalmar Schildt och kusin till Holger Schildt. Hans arkiv finns hos Svenska litteratursällskapet i Finland.

### Samlade upplagor och urval
- Raketen och andra berättelser. Helsingfors: Schildt. 1918. Libris dx4gchsbb1dr2slw. https://gupea.ub.gu.se/2077/82849 - Ett urval noveller från de två första samlingarna.
- Prosa. Ur Finlands svenska litteratur ; 9. Helsingfors. 1922. Libris 3032914
- Samlade skrifter. Helsingfors. 1926
  -  1, Den segrande Eros och andra berättelser. Libris 1343046
  -  2, Regnbågen  : Rönnbruden och Prövningens dag. Libris 1343047
  -  3, Perdita  : Armas Fager. Libris 1343048
  -  4, Hemkomsten och andra noveller. Libris 1343049
  -  5, Häxskogen och andra noveller. Libris 1343050
  -  6, Galgmannen  : Den stora rollen  : Lyckoriddaren. Libris 1343051
- Runar Schildts Noveller. 1-2. Helsingfors: Holger Schildt. 1955. Libris 448511
- Östnyländska berättelser. Finländskt bibliotek, 99-0119607-8 ; 9. Stockholm: Lindqvist. 1960. Libris 1556932 - Innehåll: Regnbågen ; Rönnbruden ; Prövningens dag ; Hemkomsten.
- Från Rönnbruden till Häxskogen. Trend pocket, 99-0106035-4. Stockholm: Rabén och Sjögren. 1974. Libris 7233001. ISBN 91-29-42895-5 - Urval och inledning av Göran Schildt.
- Lättsinniga berättelser. Stockholm: Rabén & Sjögren. 1977. Libris 7233859. ISBN 91-29-47915-0 - Urval och inledning av Göran Schildt.
- Från Regnbågen till Galgmannen. 1-2. Vitterhetskommissionens serie av äldre finlandssvensk litteratur ; 14. Helsingfors: Schildt. 1988. Libris 827353 - Urval och inledning av Göran Schildt.

Översättningar (urval)
- Arthur Schnitzler: Den grekiska danserskan och andra noveller (1918)
- Barbra Ring: Peik (Bonnier, 1919)
- Eduard von Keyserling: Vågor (Bonnier, 1920)
- Maila Talvio: Kärlek (Kaksi rakkautta) (Bonnier, 1924)
- Pierre Mille: Monarken (Le monarque) (Norstedt, 1924)